# Ivo Soares
Ivo Ribeiro Soares (Rio de Janeiro, 16 de dezembro de 1938 - ?) foi um futebolista brasileiro.
Competiu nos Jogos Olímpicos de Verão de 1964, tendo participado dos 3 jogos do selecionado brasileiro no torneio.
Começou a jogar futebol no São Cristóvão em 1963. Foi jogando neste clube que ele foi convocado para a Seleção Brasileira de Acesso, ajudando a equipe a conquistar o Campeonato Sul Americano de Acesso, em 1964
Ainda em 1964, ele foi para o Flamengo, quando participou dos Jogos Olímpicos de Tóquio. Presente em todos os jogos da seleção no torneio, foi um dos destaques do time. Parou de jogar após uma lesão no joelho, em 1965.

## Estatísticas
| Clube/Seleção                | Jogos | Gols |
| ---------------------------- | ----- | ---- |
| São Cristóvão                | 24    | 8    |
| Flamengo                     | 6     | 0    |
| Seleção Brasileira de Acesso | 3     | 0    |
| Seleção Brasileira Olímpica  | 3     | 0    |

## Conquistas
Flamengo
- Troféu Naranja: 1964

Seleção Brasileira de Acesso
- Campeonato Sul Americano de Acesso: 1964[4]